# Зубово (Мосальський район)
Зубово (рос. Зубово) — присілок в Мосальському районі Калузької області Російської Федерації.
Населення становить 1 особу. Входить до складу муніципального утворення Присілок Савино.

## Історія
Від 2004 року входить до складу муніципального утворення Присілок Савино.

## Населення
| 2002 | 2010 |
| ---- | ---- |
| 2    | ↘1   |